# Maximilian Joseph Auer
Maximilian Joseph Auer (* 14. Juli 1795 oder 1805 in Nymphenburg; † 11. Mai 1878 in München)  war ein deutscher Porzellanmaler.

## Leben und Werk
Auer war der Sohn des Porzellanmalers Anton Auer (1778–1814), bei dem er seine erste Ausbildung erhielt. Seine Mutter war Juliane Auer, geborene Harm, die nach dem Tod ihres Mannes 1835 Johann Andreas Schmeller geheiratet hatte.
Auer besuchte ab 1814 die Feiertagsschule München, an der ihn Hermann Mitterer ausbildete. In die Porzellanmanufaktur Nymphenburg, an der sein Vater Obermaler gewesen war, wurde Auer 1823 aufgenommen. Dort arbeitete Auer unter anderem unter Christian Adler als Schmelzmaler. 1829 wurde Auer beauftragt, die von seinem Vater begonnene Übertragung von Werken aus der königlichen Galerie, der späteren Alten Pinakothek, auf ein Tafelservice fortzusetzen. Er kopierte unter anderem Werke von Peter Paul Rubens, Lorenzo di Credi und Raffael, zum Teil auf Porzellanplatten.
Später malte Auer Aquarelle und arbeitete als Glasmaler. Eine Augenerkrankung zwang ihn schließlich, seine künstlerische Arbeit aufzugeben.

## Grabstätte

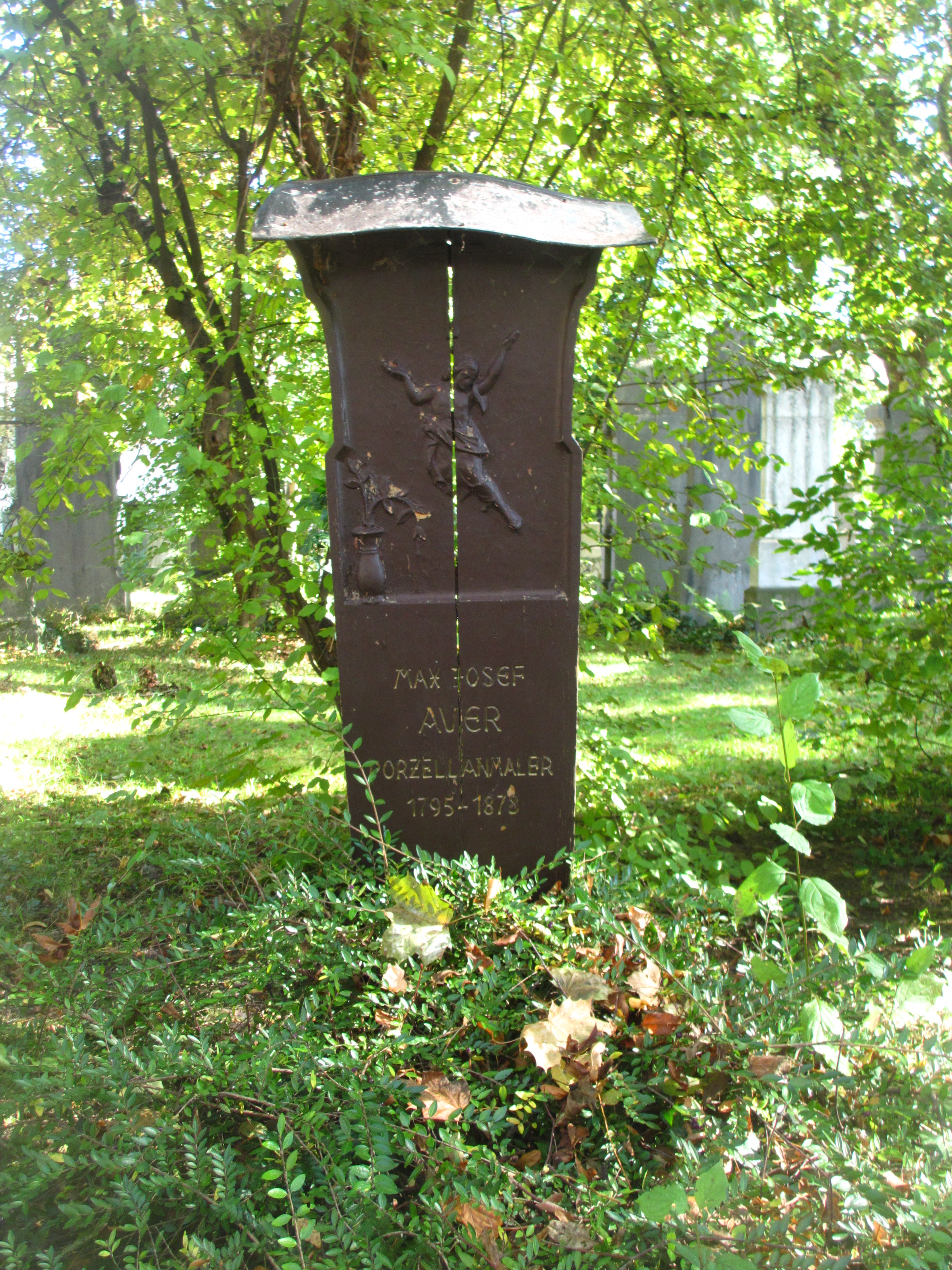
Grab von Max Auer auf dem Alten Südlichen Friedhof in München

Die Grabstätte von Max Auer befindet sich auf dem Alten Südlichen Friedhof in München (Gräberfeld 2 – Reihe 7 – Platz 41) Standort.

## Anmerkung
1. ↑  Mehrere Quellen nennen als Geburtsjahr das Jahr 1795, andere nennen 1805 als Geburtsjahr.